# Biserica Adormirea Maicii Domnului din Voivodenii Mari
Biserica „Adormirea Maicii Domnului” din Voivodenii Mari, comuna Voila, județul Brașov, a fost construită în mai multe etape. Biserica se află în lista monumentelor istorice sub codul LMI: cod LMI BV-II-m-A-11847. 

## Istoric și trăsături
Satul Voivodeni este atestat documentar din 1437. În forma sa actuală, lăcașul de cult din Voivodenii Mari este rezultatul unor adăugiri din secolul al XIX-lea și prima jumătate a secolului XX. Partea cea mai veche a bisericii o formează altarul, cu absida semicirculară, și naosul, de formă patrulateră, încheiat în partea superioară printr-o boltă stelată de factură gotică. Bolta gotică, specifică bisericilor construite în secolul XV în Transilvania, a determinat stabilirea datei de construcție a edificiului undeva în jurul anului 1500. În sprijinul acestei datări stau și piese de inventar (monede și inele) din cele 7 morminte descoperite în urma săpăturilor arheologice efectuate în incinta naosului, inventar care corespunde în linii mari aceleiași perioade.
Iconostasul este din zid și are doar două uși, un alt indiciu al vechimii bisericii. Pictura naosului a fost realizată, probabil, de zugravul făgărășean Gheorghe, la jumătatea secolului XVIII, iar cea a altarului în 1812, de Pantelimon Zugravul.

## Imagini din exterior

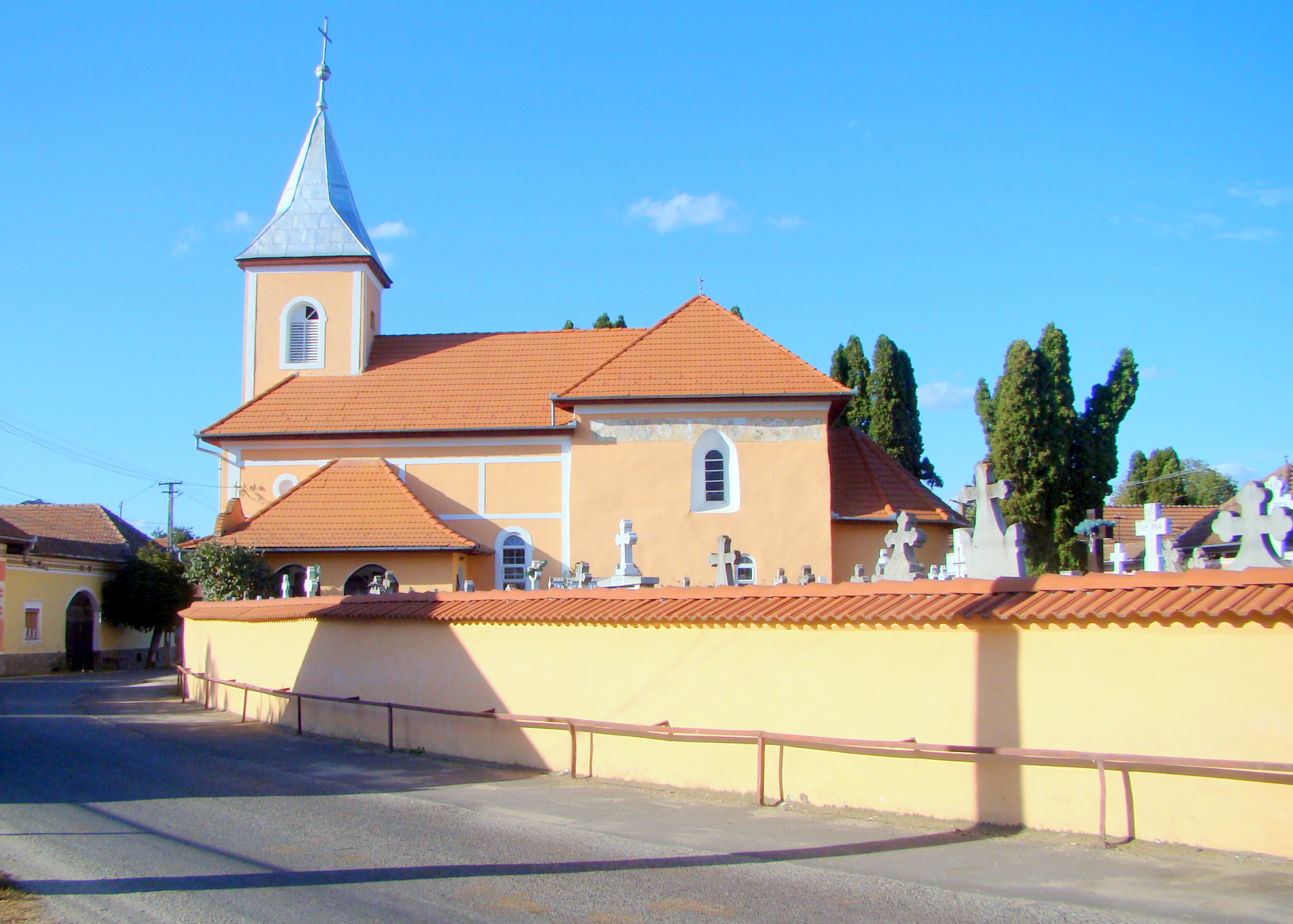
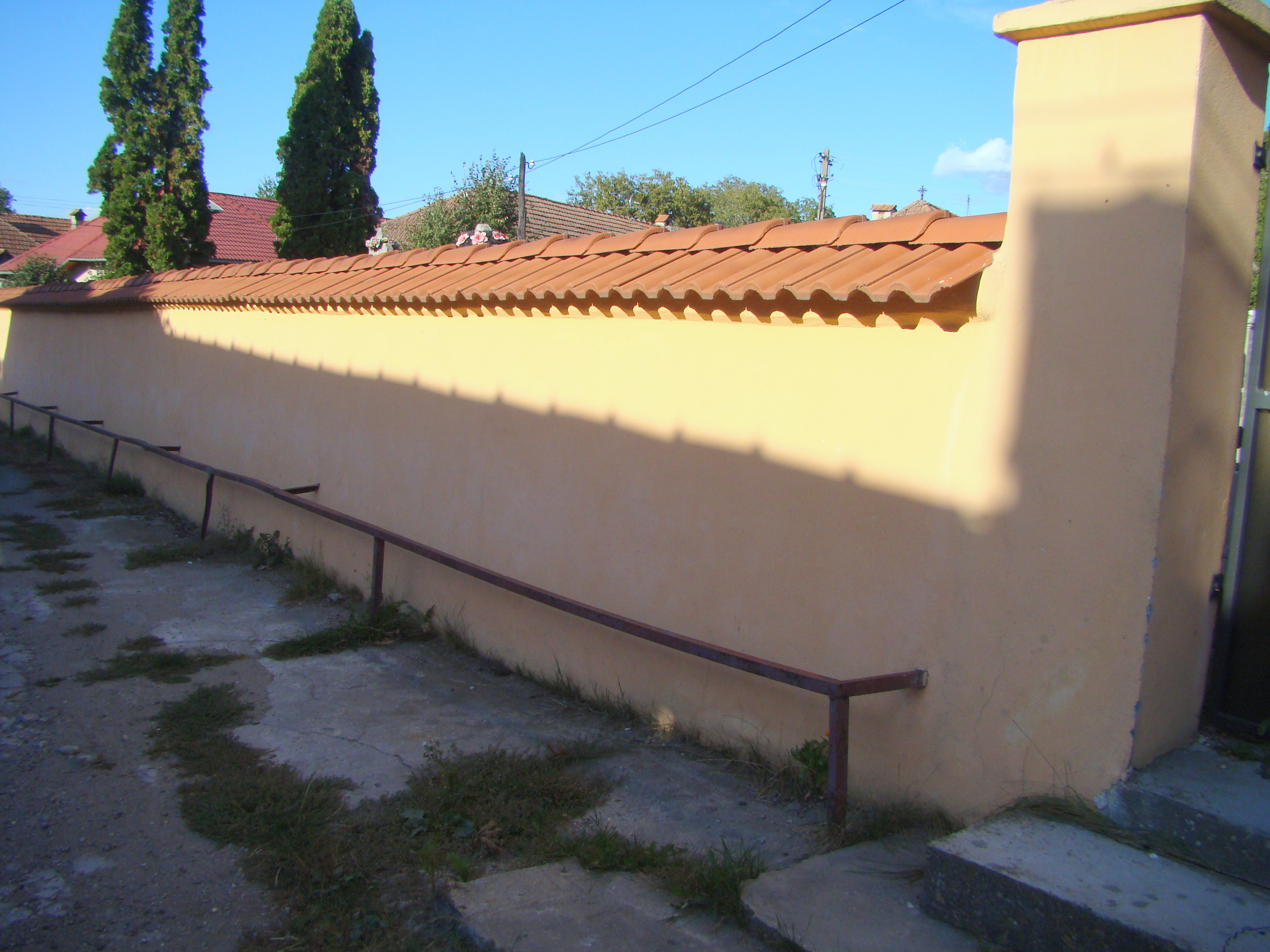
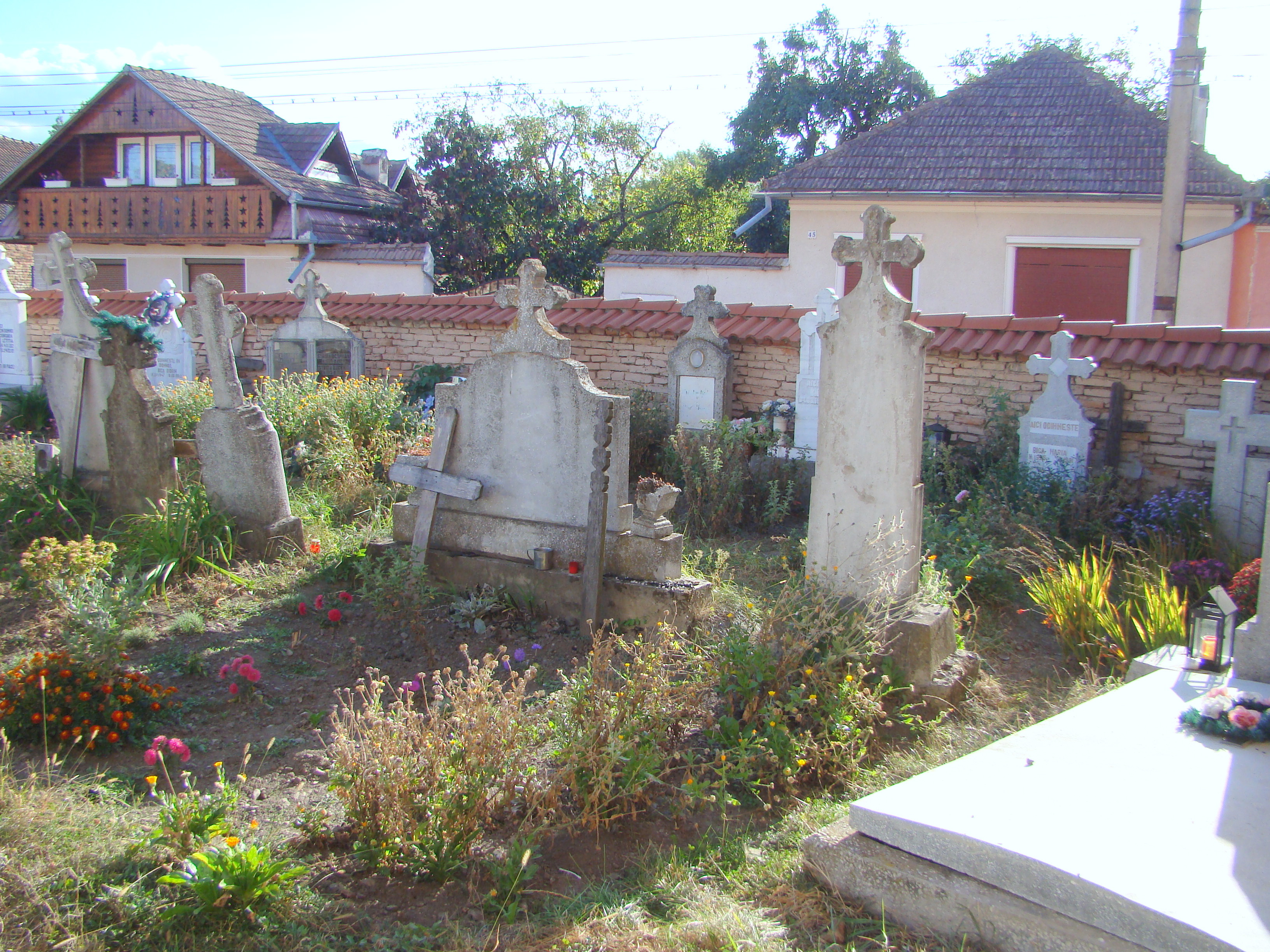
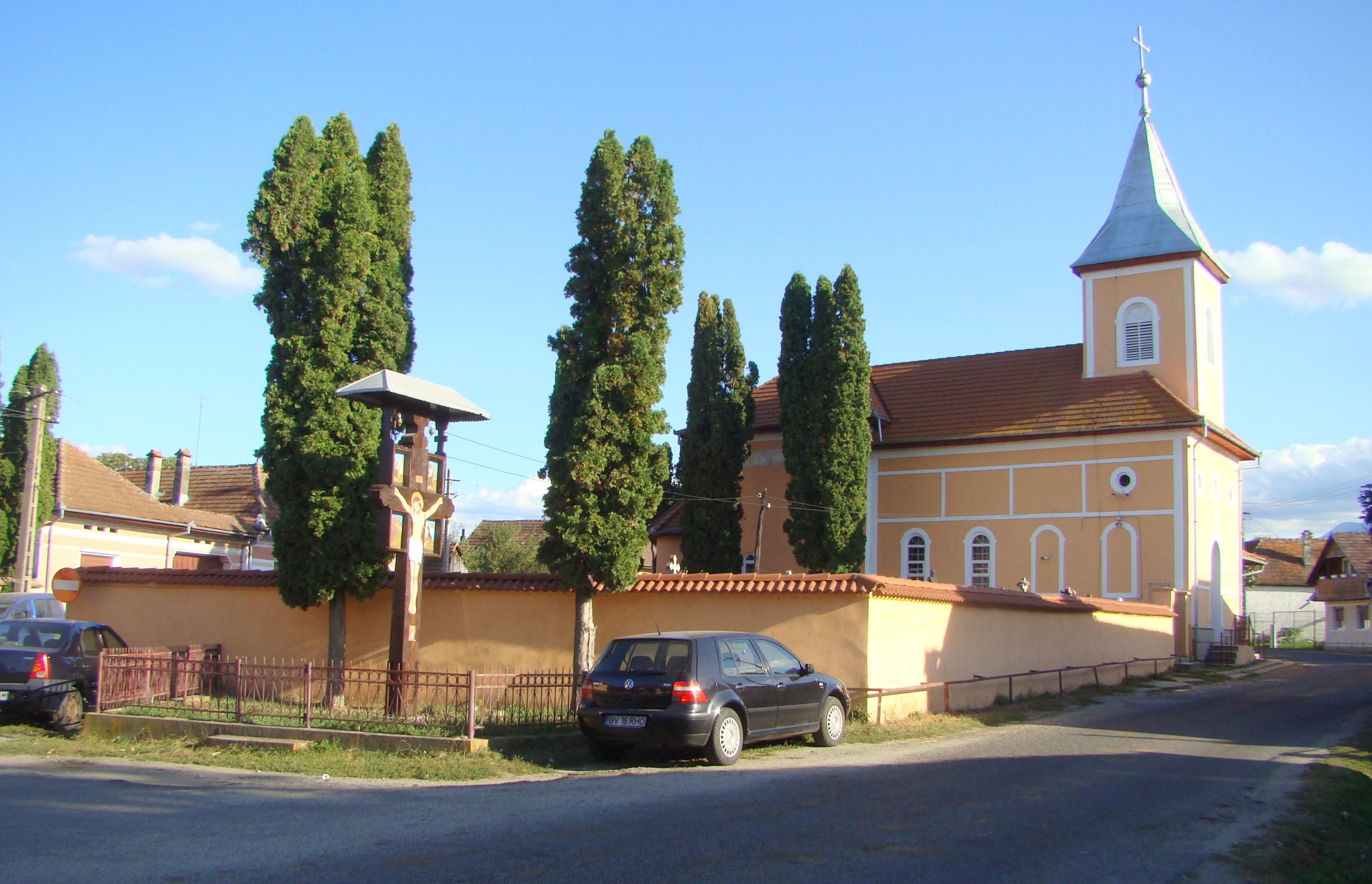
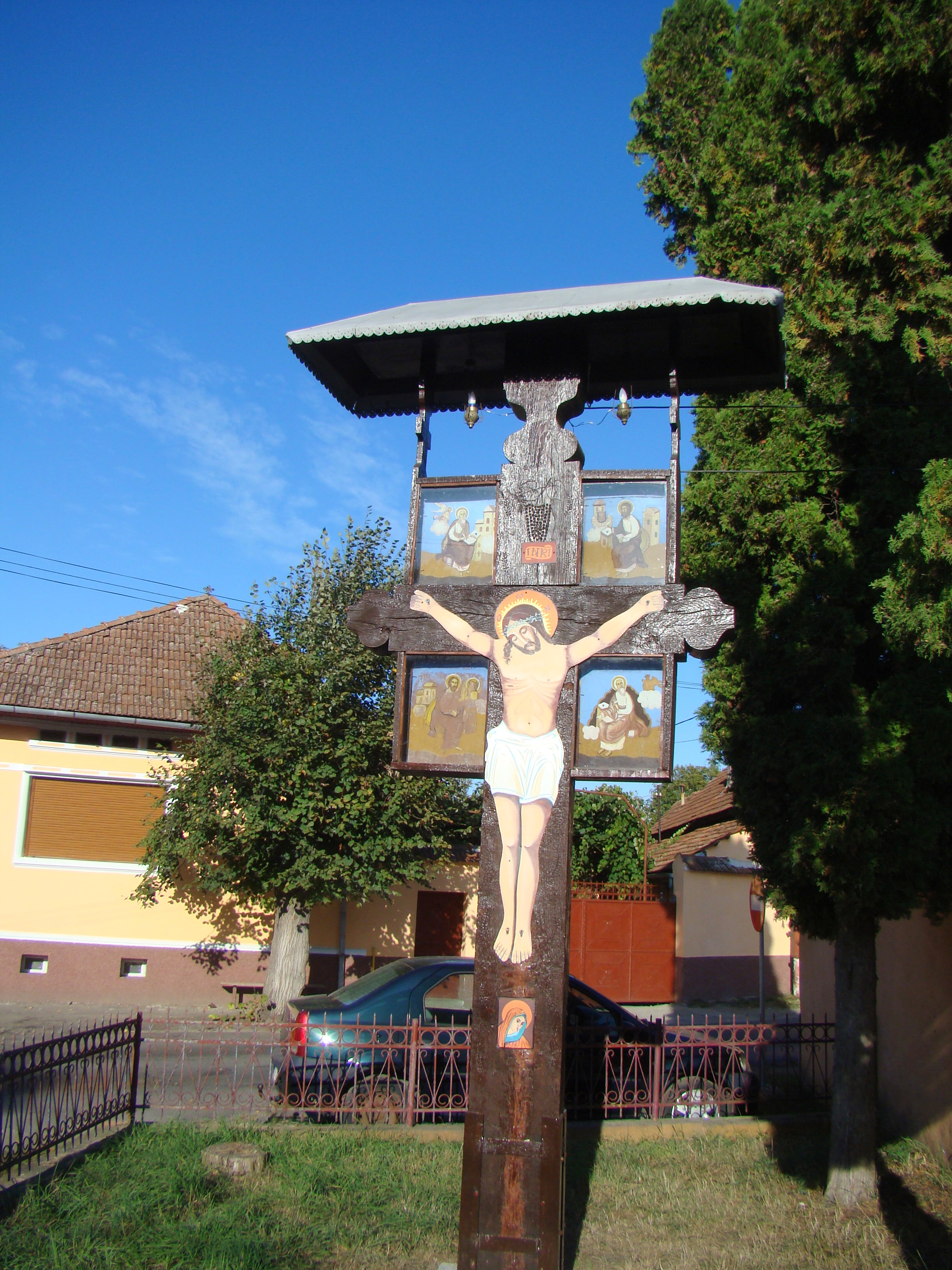
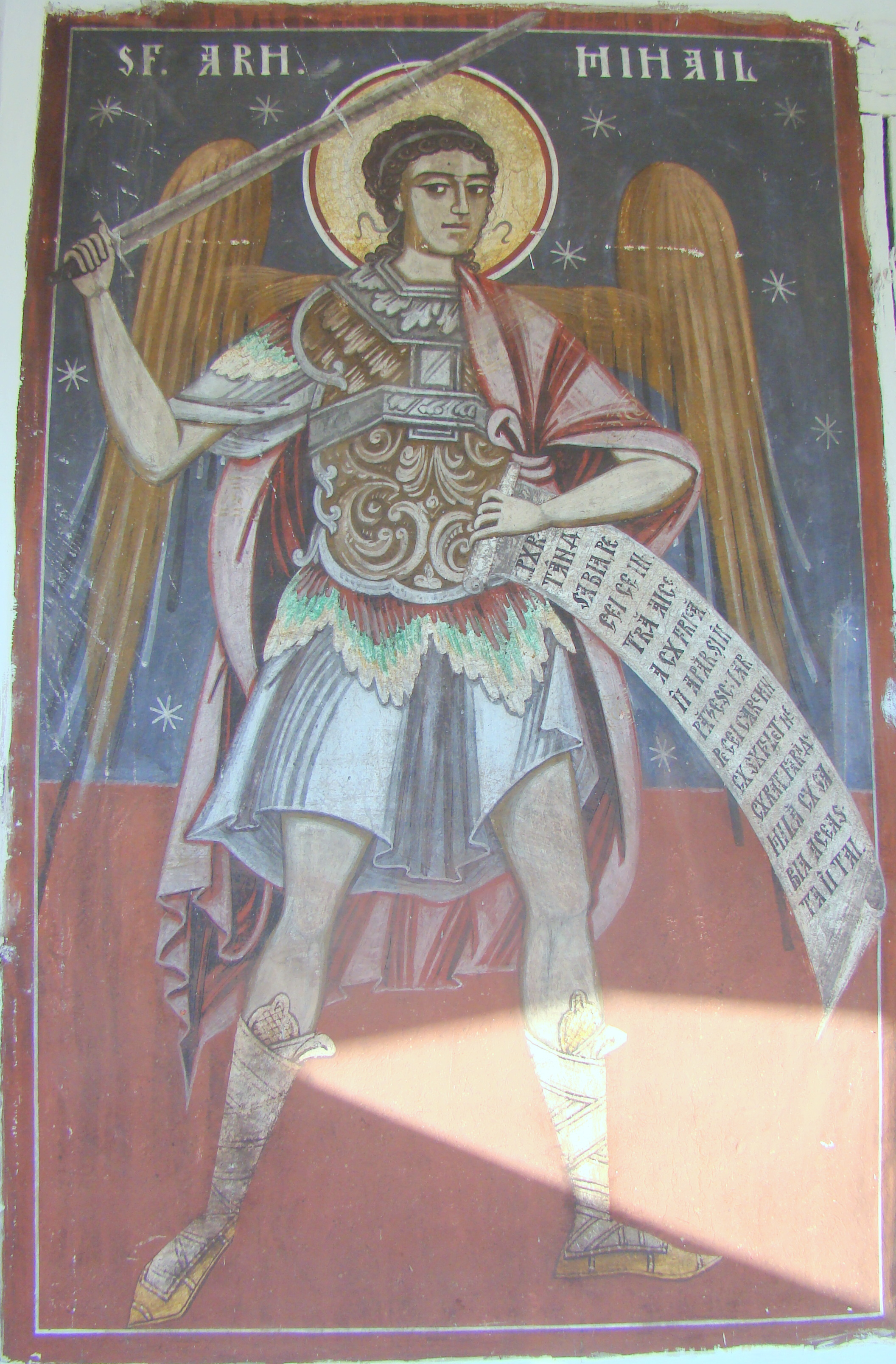
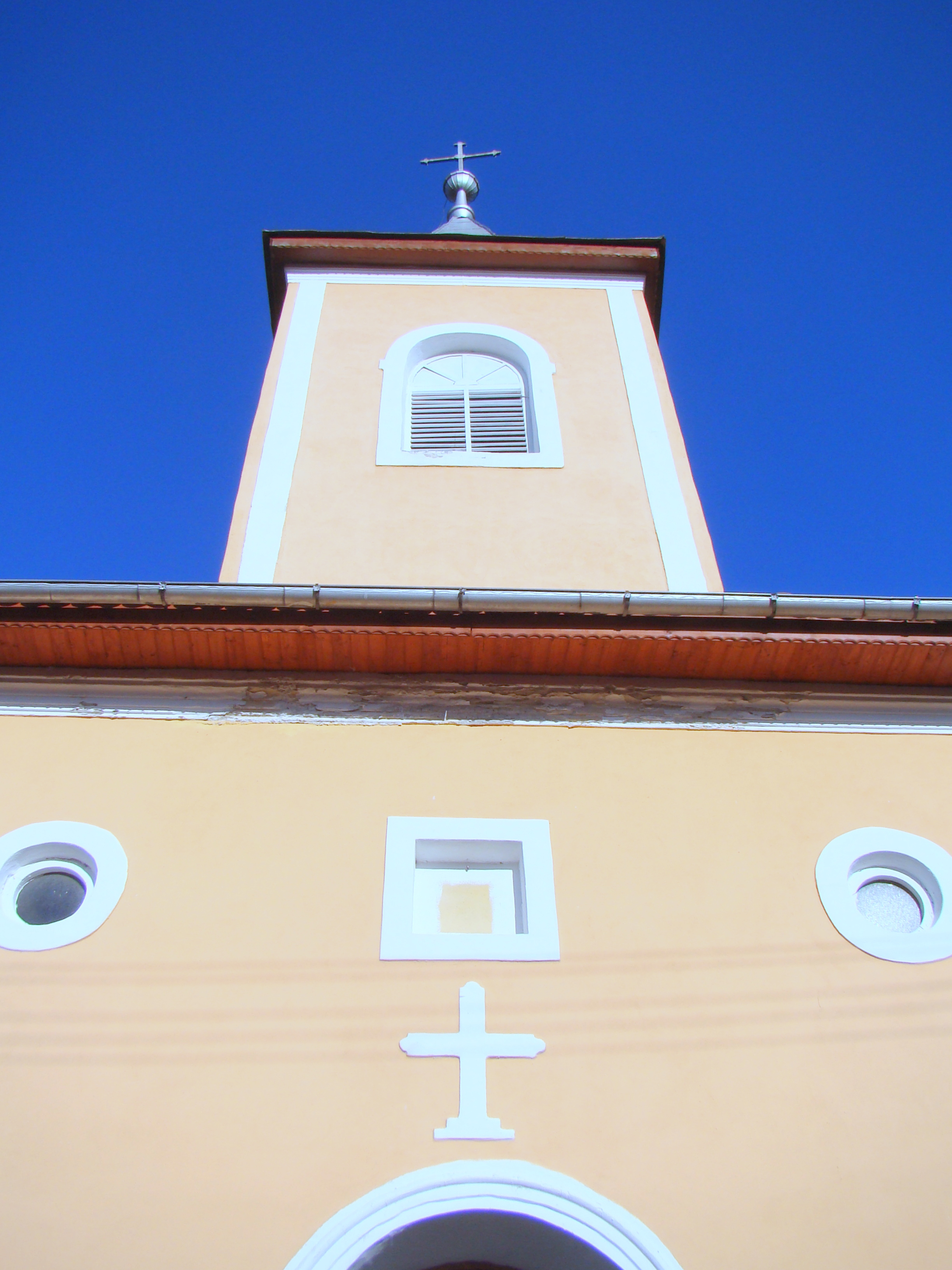
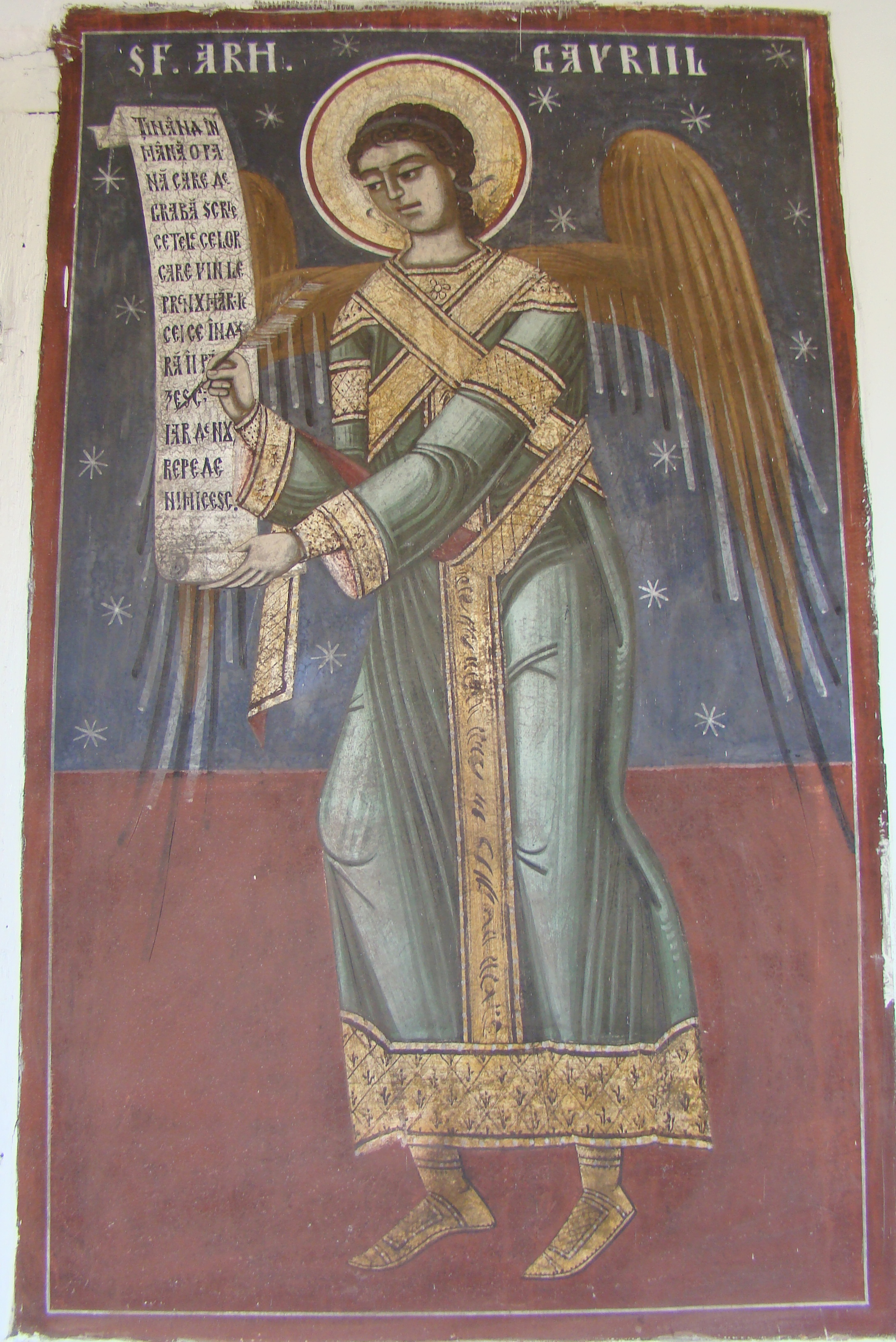
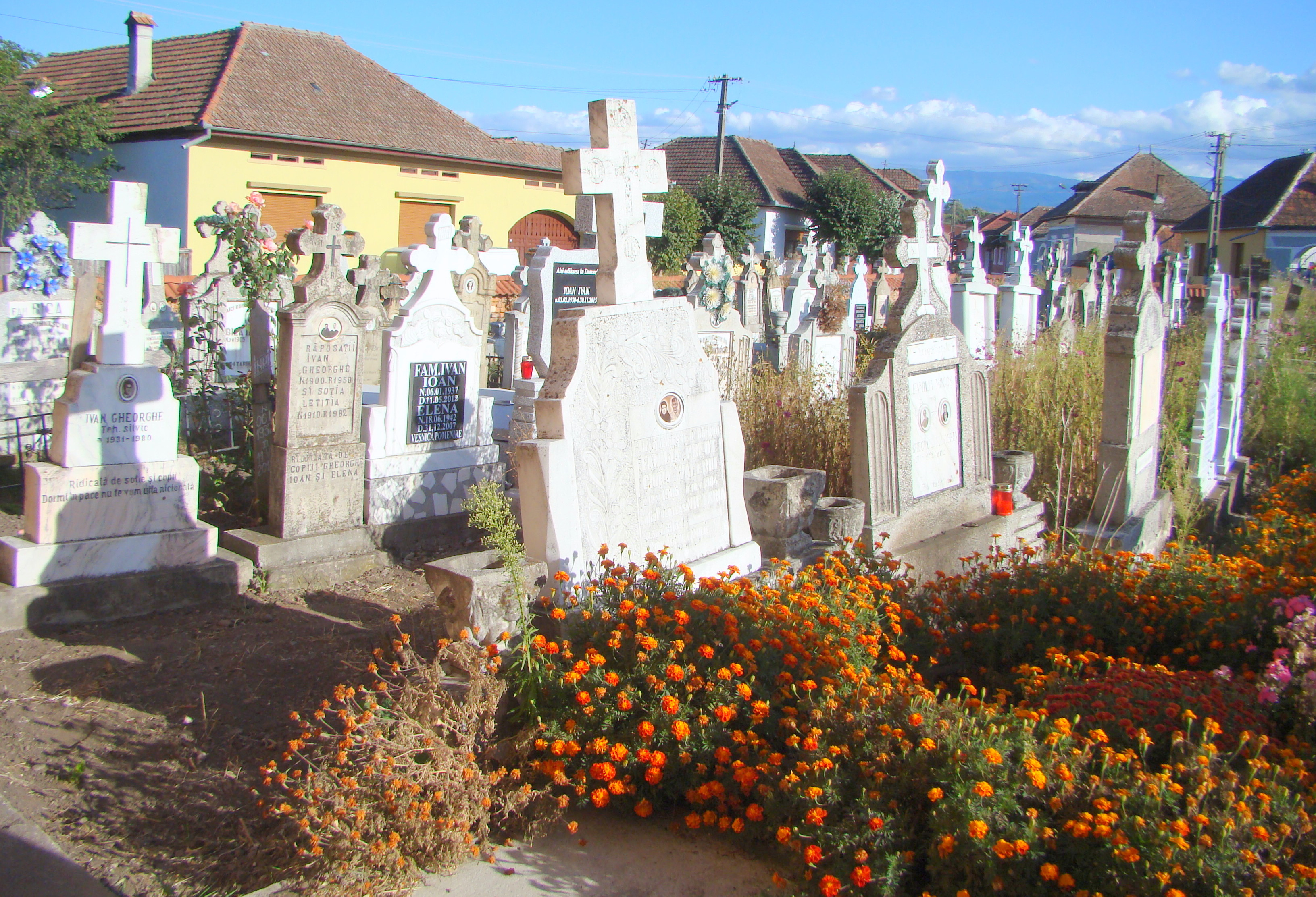
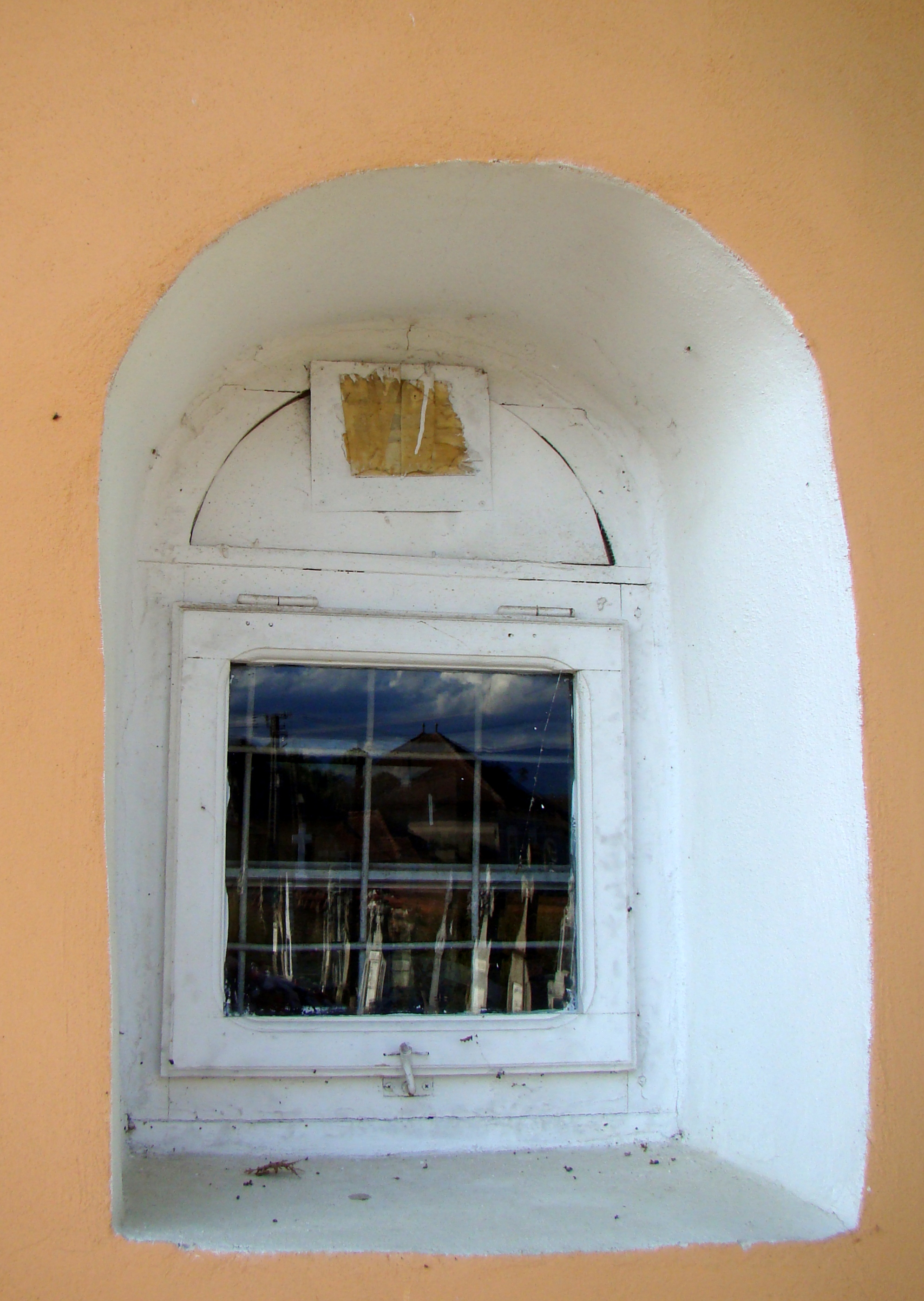
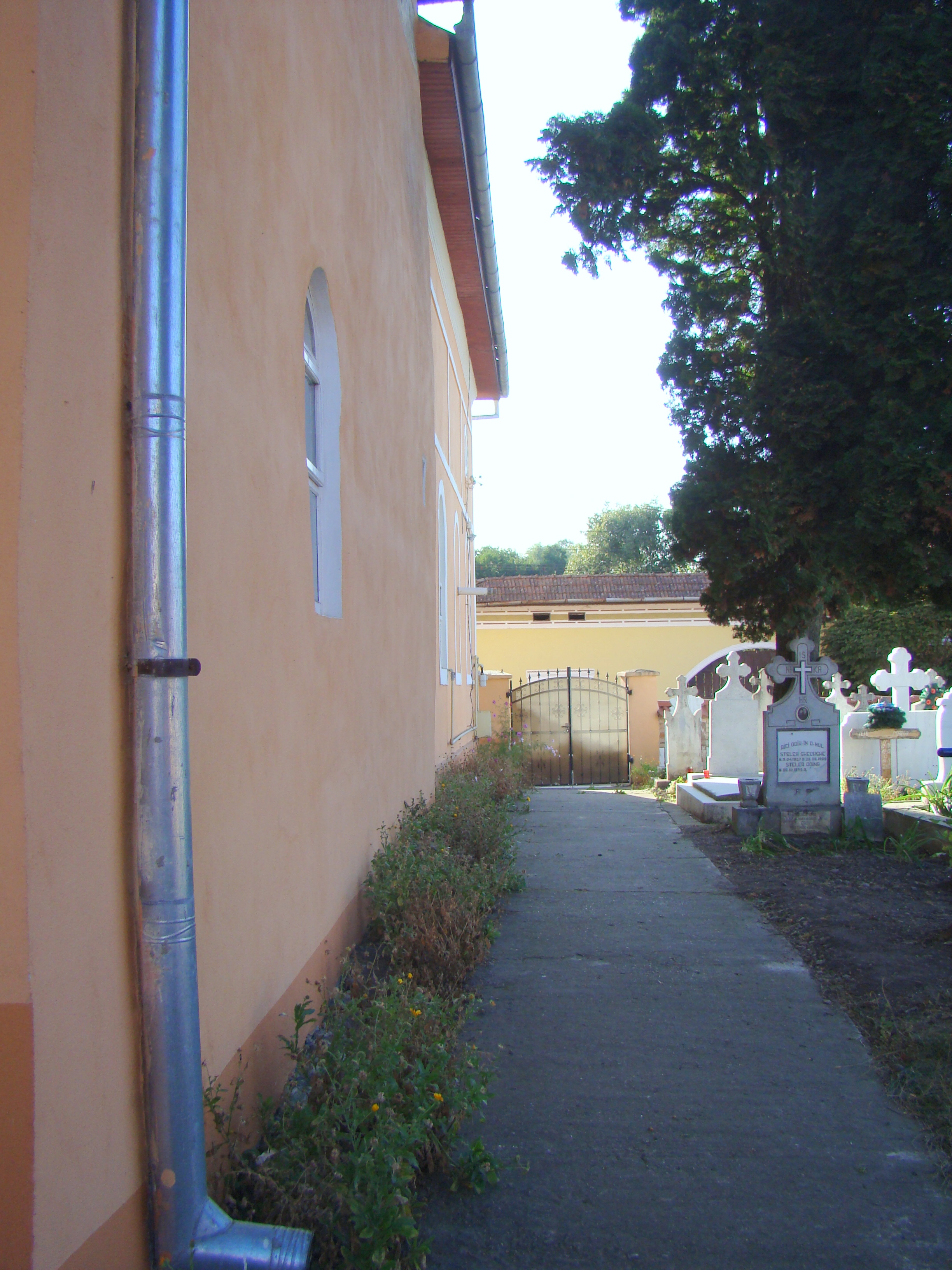
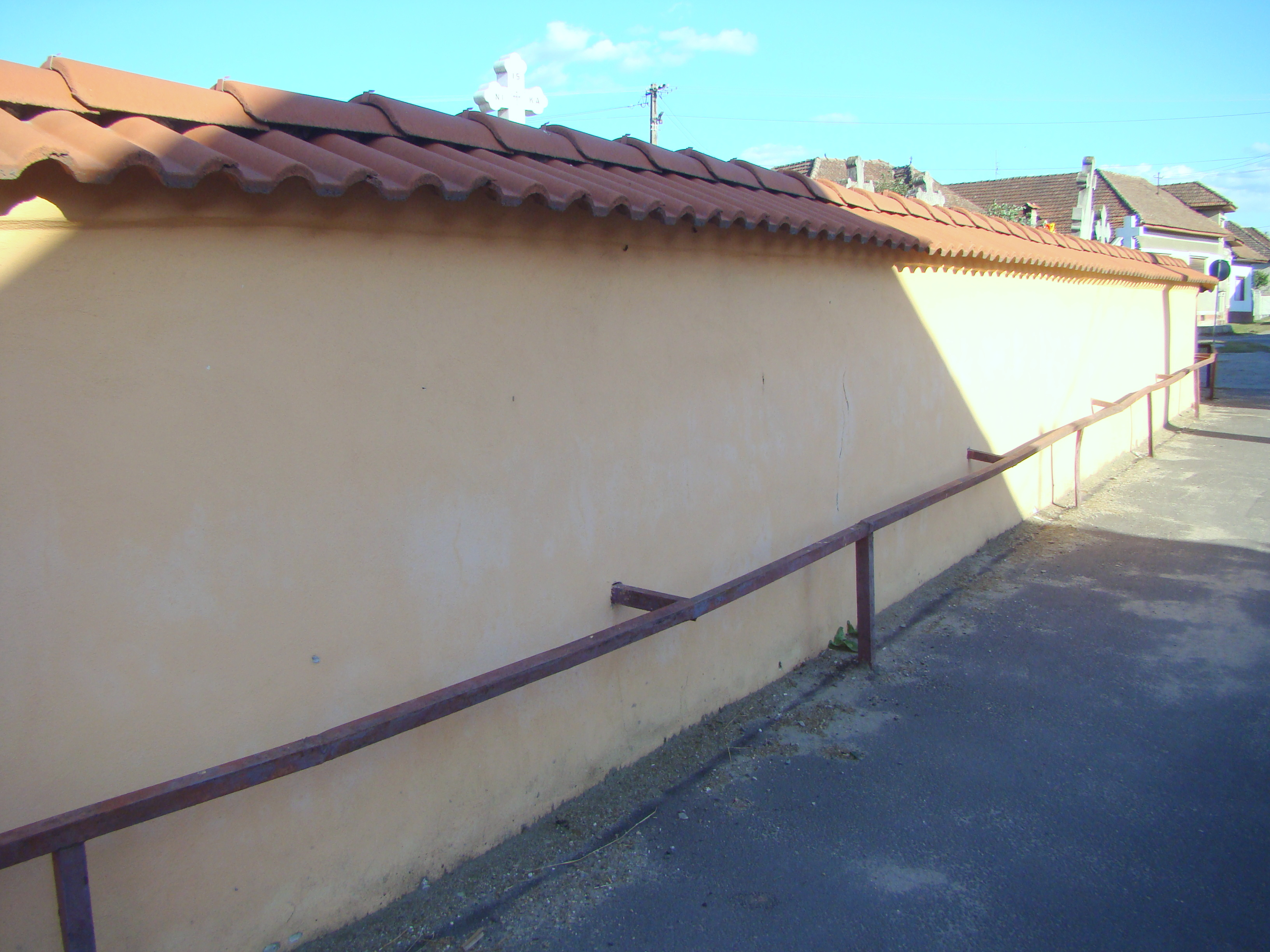
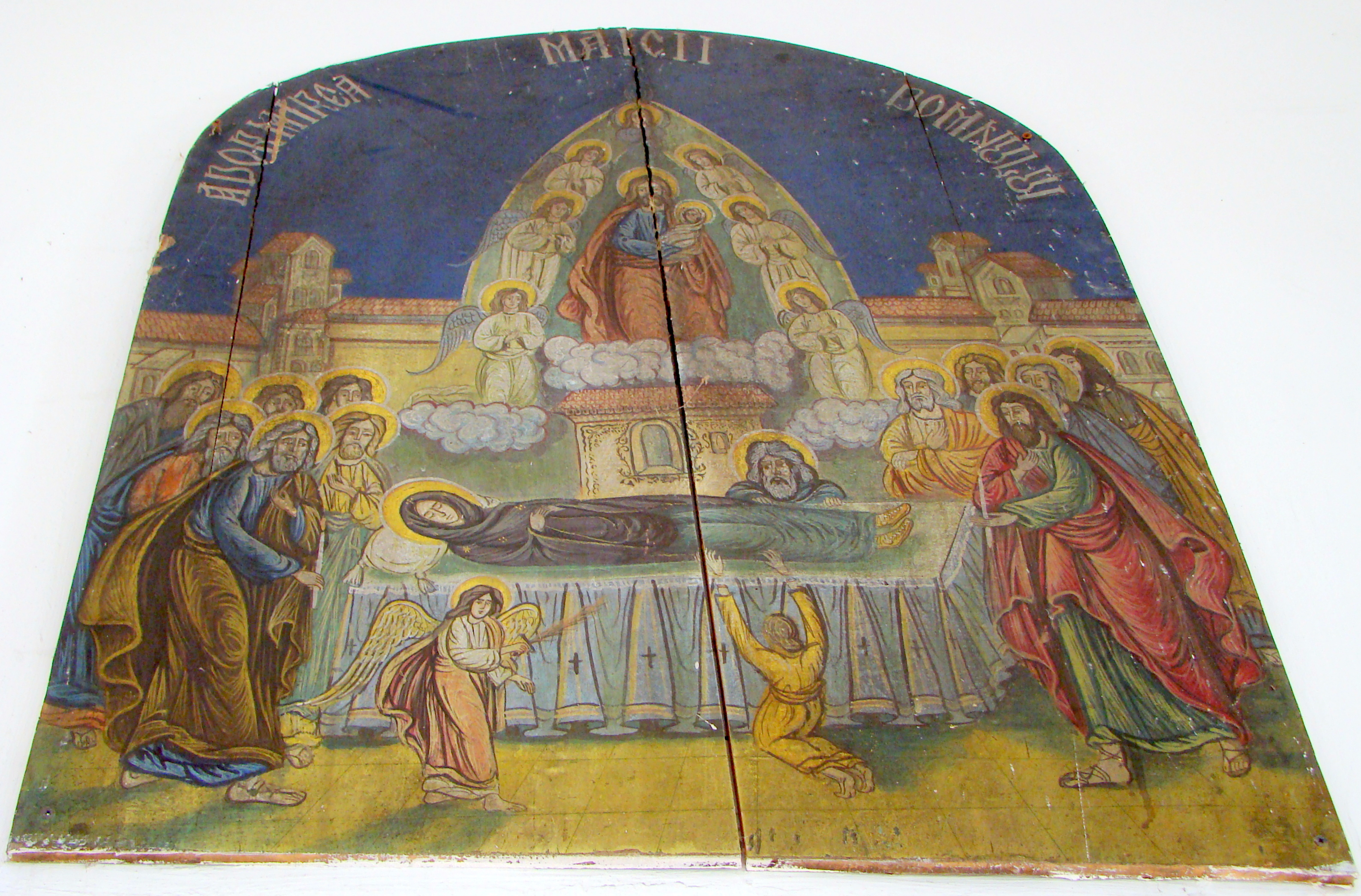
Icoana de hram